# Esenbeckia obscurithorax
Esenbeckia obscurithorax är en tvåvingeart som beskrevs av Lutz och Castro 1935. Esenbeckia obscurithorax ingår i släktet Esenbeckia och familjen bromsar. Inga underarter finns listade i Catalogue of Life.